# Fillé

Fillé este o comună în departamentul Sarthe, Franța. În 2009 avea o populație de 1,512 de locuitori.